# Een molen aan een poldervaart, bekend als 'In de maand juli'
Een molen aan een poldervaart, bekend als 'In de maand juli' is een schilderij van de Nederlandse kunstschilder Constant Gabriël, geschilderd in circa 1889, olieverf op linnen, 102 × 66 centimeter groot. Het toont een windmolen in de polder, geschilderd in de stijl van de Haagse School, in een voor die tijd opvallend heldere kleurstelling. Het werk bevindt zich in de collectie van het Rijksmuseum Amsterdam.

## Context
Na een jarenlang verblijf in Brussel vestigde Gabriël zich in 1884 in Scheveningen. De bloeiperiode van de Haagse School was toen nog steeds in volle gang en commercieel deed hij na zijn terugkomst dan ook uitstekende zaken. Ook grote musea begonnen zijn werk aan te kopen. In deze periode ontstond ook In de maand juli, een schoolvoorbeeld van het oer-Hollandse repertoire dat Gabriël als geen ander zou typeren. Zelfs in zijn Belgische jaren zou hij Hollandse thema's blijven schilderen en reisde ter inspiratie veelvuldig terug naar zijn vaderland. In een tijd van verstedelijking en industrialisatie zocht hij welbewust naar de nostalgie van een verdwijnende wereld. Veel molens bijvoorbeeld begonnen in die periode hun oorspronkelijke functie te verliezen, ten faveure van de stoomkracht. Gabriël en de andere Haagse Scholers beschouwden die ontwikkeling met weemoed.

## Afbeelding
In de maand juli toont een windmolen op een mooie zomerdag, tegen de achtergrond van een wijde blauwe lucht met een aantal spectaculaire wolken. De reflectie van de molen in het water bewerkstelligt een effect dat de schrijver Nescio later wel "de dubbele lucht" zou noemen. Het geheel is weergegeven in een krachtige penseelstreek, die de invloed van het impressionisme verraadt.
Het schilderij illustreert bij uitstek Gabriëls artistieke opvattingen. Voortdurend is hij op zoek naar een evenwicht tussen kleur en vorm. Hij toont zich een ware telg van de Haagse School in de zin dat hij "stemming" als karakteristiek van een landschap centraal stelt. Zijn heldere, felle en contrasterende kleurgebruik daarentegen, is duidelijk afwijkend van de grijstonen die typerend zijn voor het werk van veel andere Haagse Scholers. Zelf verklaarde hij deze onafhankelijke opstelling door te stellen dat het Hollandse landschap eerder kleurrijk was dan grijs: "Hoe meer ik observeer, hoe gekleurder en transparanter de natuur wordt. (...) Ik herhaal het: ons land is niet grijs, zelfs niet bij grijs weer".
Een ander opvallend aspect van In de maand juli is de nadruk op verticale, horizontale en diagonale lijnen. Soms is Gabriëls werkwijze bijna mathematisch. De donkere deur van de molen markeert bijvoorbeeld het exacte midden van de horizontale lijn. Het preludeert op geometrische ordeningsprincipes die veel modernisten uit de twintigste eeuw zouden nastreven. Piet Mondriaan was dan ook buitengewoon gefascineerd door het schilderij, dat in augustus 1889 werd aangekocht door het Rijksmuseum. In zijn jonge jaren zou hij het meermaals - uiteindelijk in een steeds verder gesimplificeerde vorm - kopiëren.